# Farringdon (Sunderland)
Farringdon ist eine Vorortsiedlung von Sunderland im Metropolitan County Tyne and Wear in England.
In den 1960er Jahren erwarb die Stadtverwaltung von Sunderland bis dahin landwirtschaftlich genutzte Flächen am Stadtrand und errichtete dort die Wohnsiedlung Farringdon. Diese hat heute ca. 5000 Einwohner. In Farringdon gibt es eine Schule, das Farringdon community sports college und eine Polizeistation.
Koordinaten: 54° 52′ N, 1° 25′ W